# 楊卓娜
楊卓娜（英語：Lenna Yeung Cheuk Na，1977年11月10日—），原名楊娜，曾用名楊卓玲，于廣東省湛江出生，現為無綫電視基本藝人合約女藝員。2001年參加香港小姐競選入行，惟於2012年前多為跑龍套角色或閑角。
2009年1月，楊卓娜親口承認懷有香港燈箱大王楊志翹的孩子。產後回歸娛樂圈事業。

## 簡歷

### 早年生活
楊卓娜祖籍廣東省湛江市吳川，自幼在沙田沙角邨及馬鞍山恆安邨長大。胞妹楊茜堯亦是前無綫電視藝員之一。小學時期就讀中華基督教會基覺小學，中學時期就讀於東華三院馮黃鳳亭中學。

### 演藝歷程
2001年，以別名楊卓玲參加香港小姐競選，與另外兩位佳麗譚巧婷、劉桂櫻獲得「創意合作獎」。該屆香港小姐冠軍為楊思琦。之後加入TVB8做主持，並且在電視劇做跑龍套角色或閑角。
2010年，由於胞妹楊茜堯（楊怡）已是一線花旦，得胞妹推薦，在梅小青監製的劇集《公主嫁到》飾演孫貴妃一角，戲份甚重。2011年於處境劇《誰家灶頭無煙火》飾演賀嘉寶、米芷縈，與男主角更有感情線。2012年在處境劇《愛·回家(第一輯)》飾演「馮嫣霞（霞姐）」一角，為其入行以來戲份最多的角色。
她擅長飾演多種角色（如《愛·回家》的「馮嫣霞」、《律政強人》的「駱思慧」、《愛情食物鏈》的「尤賽花」、《全職沒女》的「沙蓮娜」、《同盟》的「張綺蓮」、《燦爛的外母》的「阮佩珊」、《逆緣》的「紮馬嫂」、《BB來了》的「王佳妙」、《跳躍生命線》的「游子嵐」、《福爾摩師奶》的「焦范南茜」、《黃金有罪》的「宋海娜」、《大醬園》的「萬玉鶯」、《十八年後的終極告白》的「梁潔貞」等）。
2022年，楊卓娜因在無綫電視劇集《童時愛上你》及台慶劇《美麗戰場》的演出而受到注目。
2024年，楊卓娜在無綫電視台慶劇《黑色月光》飾演「余漫星」一角，入圍《萬千星輝頒獎典禮2024》「最佳女配角」最後五強。

## 作品

### 電視劇
| 首播   | 劇名                              | 角色                                    |
| ------ | --------------------------------- | --------------------------------------- |
| 2002年 | 皆大歡喜(古裝)                    | 妓女／馬夫人／林鳳玲／惜惜／ 洋妞／婷婷 |
| 2002年 | 戇夫成龍                          | 小桃                                    |
| 2003年 | 皆大歡喜(時裝)                    | Amy／靚女／女子／毛氏接待員             |
| 2003年 | 衝上雲霄                          | 孫雅麗                                  |
| 2003年 | 美麗在望                          | 楊海蜜（Hermia）                        |
| 2003年 | 金牌冰人                          | 艷道姑                                  |
| 2003年 | 西關大少                          | 電梯女郎                                |
| 2004年 | 烽火奇遇結良緣                    | 丫環                                    |
| 2004年 | 棟篤神探                          | 醫生                                    |
| 2004年 | 隔世追兇                          | 丁芷韻（真）                            |
| 2004年 | 智勇新警界                        | 婦產科醫生/急症科護士                   |
| 2004年 | 怪俠一枝梅                        | 金蘭                                    |
| 2004年 | 金枝慾孽                          | 蘇柔                                    |
| 2004年 | 爭分奪秒                          | CIB探員                                 |
| 2004年 | 天涯俠醫                          | Suki                                    |
| 2004年 | 一屋兩家三姓人                    | 孫皓月（Sailormoon）                    |
| 2005年 | 水滸無間道                        | Wing                                    |
| 2005年 | 老婆大人                          | 職員                                    |
| 2005年 | 心花放                            | Wet妹                                   |
| 2005年 | 情迷黑森林                        | 劉蓮（Linda）                           |
| 2005年 | 奪命真夫                          | Gloria                                  |
| 2005年 | 奇幻潮                            | 女鬼                                    |
| 2005年 | 妙手仁心III                       | 護士                                    |
| 2006年 | 高朋滿座                          | 關玲玲                                  |
| 2006年 | 謎情家族                          | 方敏芝                                  |
| 2006年 | 法證先鋒                          | 馮小花                                  |
| 2006年 | 賭場風雲                          | Judy                                    |
| 2007年 | 律政新人王II                      | Gloria                                  |
| 2007年 | 廉政行動2007之空卡                | 小玲                                    |
| 2007年 | 亂世佳人                          | 莫惠蘭                                  |
| 2007年 | 同事三分親                        | June                                    |
| 2008年 | 秀才愛上兵                        | 陳美娥                                  |
| 2008年 | Click入黃金屋                     | 阿玲                                    |
| 2009年 | 桌球天王                          | 錢嘉嘉                                  |
| 2009年 | 老婆大人II                        | Anna                                    |
| 2009年 | 古靈精探B                         | 徐詠虹                                  |
| 2010年 | 秋香怒點唐伯虎                    | 孟麗嫦                                  |
| 2010年 | 公主嫁到                          | 孫貴妃                                  |
| 2011年 | 依家有喜                          | 台灣美女                                |
| 2011年 | 布衣神相                          | 江碧玲                                  |
| 2011年 | 誰家灶頭無煙火                    | 賀嘉寶（Jessie）                        |
| 2011年 | 誰家灶頭無煙火                    | 米芷縈（Rachel）                        |
| 2011年 | 潛行狙擊                          | Joyce                                   |
| 2011年 | 荃加福祿壽探案                    | 崔智莠                                  |
| 2012年 | 當旺爸爸                          | 餐廳老闆娘                              |
| 2012年 | 拳王                              | 百德妻                                  |
| 2012年 | 愛·回家(第一輯)（2012年至2015年） | 馮嫣霞                                  |
| 2012年 | 法網狙擊                          | 況天惠                                  |
| 2013年 | 千謊百計                          | 劉欣欣                                  |
| 2013年 | 女警愛作戰                        | 內地孕婦                                |
| 2015年 | 愛·回家(第二輯)（2015年至2016年） | 馮嫣霞                                  |
| 2015年 | 實習天使                          | 紀大民之妻                              |
| 2016年 | 愛情食物鏈                        | 尤賽花                                  |
| 2016年 | 愛·回家之八時入席                 | 阮玉英                                  |
| 2016年 | 完美叛侶                          | 林凱珊（Carol）                         |
| 2016年 | 律政強人                          | 駱思慧（Danielle）                      |
| 2016年 | 巾帼枭雄之谍血长天                | 趙淑君                                  |
| 2017年 | 財神駕到                          | 梅妻                                    |
| 2017年 | 全職沒女                          | 沙蓮娜（Lina）                          |
| 2017年 | 同盟                              | 張綺蓮（Tina）                          |
| 2017年 | 燦爛的外母                        | 阮佩珊（阿珊）                          |
| 2017年 | 老表，畢業喇！                    | 唐太                                    |
| 2018年 | 逆緣                              | 紮馬嫂（Pony）                          |
| 2018年 | BB來了                            | 王佳妙（阿妙）                          |
| 2018年 | 再創世紀                          | 程玉萍                                  |
| 2018年 | 跳躍生命線                        | 子嵐                                    |
| 2019年 | 福爾摩師奶                        | 焦范南茜（Nancy）                       |
| 2020年 | 黃金有罪                          | 宋海娜                                  |
| 2020年 | 大醬園                            | 萬玉鶯                                  |
| 2020年 | 十八年後的終極告白                | 梁潔貞（強嫂）                          |
| 2020年 | 那些我愛過的人                    | 蔡敏蕙                                  |
| 2020年 | C9特工                            | BettyLeung                              |
| 2020年 | 踩過界II                          | 黎美月                                  |
| 2021年 | 伙記辦大事                        | 孔慧心                                  |
| 2021年 | 逆天奇案                          | 張太                                    |
| 2021年 | 欺詐劇團                          | 方舟大師                                |
| 2021年 | 我家無難事                        | 郭羅美蘭（青年）                        |
| 2021年 | 換命真相                          | 潘美儀                                  |
| 2022年 | 雙生陌生人                        | 田雅知（Vicky）                         |
| 2022年 | 童時愛上你                        | 雷碧倩（Elsa）                          |
| 2022年 | 美麗戰場                          | 曾惠芳                                  |
| 2022年 | 超能使者                          | 喬若詩                                  |
| 2022年 | 輕·功                             | 盧嘉嘉                                  |
| 2022年 | 有種好男人                        | 羅少娜（Rosanna）                       |
| 2024年 | 愛·回家之開心速遞                 | 楊卓娜（娜姐）                          |
| 2024年 | 黑色月光                          | 余漫星                                  |
| 2025年 | 奪命提示                          | 劉淑娟                                  |
| 2025年 | 虛擬情人                          | 章李一君                                |

### 電影
| 首映   | 電影         | 角色   |
| 2019年 | G殺          | 杜雅文 |
| 2021年 | 我的印度男友 | Amy    |

### 节目主持
- 娱乐最前线（TVB8）
- 星级厨房
- 2017年：馬家開飯

### MV
- 孫耀威：自愛
- 黃家強：殺戮戰場
- 蘇永康：住家甜品
- 許志安、范振鋒、梁奕倫：安哥之歌

## 曾獲獎項及提名

### 萬千星輝頒獎典禮
| 年份   | 獎項               | 劇集           | 角色   | 結果     |
| ------ | ------------------ | -------------- | ------ | -------- |
| 2013年 | 最佳女配角         | 《愛·回家》    | 馮嫣霞 | 提名     |
| 2020年 | 最佳女配角         | 《大醬園》     | 萬玉鶯 | 提名     |
| 2021年 | 最佳女配角         | 《我家無難事》 | 羅美蘭 | 提名     |
| 2021年 | 最受歡迎電視女角色 | 《我家無難事》 | 羅美蘭 | 提名     |
| 2022年 | 最受歡迎電視女角色 | 《童時愛上你》 | 雷碧倩 | 提名     |
| 2022年 | 最佳女配角         | 《童時愛上你》 | 雷碧倩 | 最後十強 |
| 2023年 | 最佳女配角         | 《有種好男人》 | 羅少娜 | 提名     |
| 2024年 | 最佳女配角         | 《黑色月光》   | 余漫星 | 最後五強 |

## 外部連結
- 楊卓娜Lenna Yeung Cheuk Na的Facebook專頁
- 楊卓娜的Instagram帳戶
- 楊卓娜在香港影庫上的簡介
- 楊卓娜Lenna_Yeung的新浪微博